# Блу-Гілл (Мен)
Блу-Гілл (англ. Blue Hill) — місто (англ. town) в США, в окрузі Генкок штату Мен. Населення — 2792 особи (2020).

## Демографія
Згідно з переписом 2010 року, у місті мешкало 2686 осіб у 1279 домогосподарствах у складі 733 родин. Було 1936 помешкань
Расовий склад населення:
| - 97,3 % — білих - 1,1 % — азіатів - 0,4 % — корінних американців - 0,4 % — чорних або афроамериканців |

До двох чи більше рас належало 0,7 %. Частка іспаномовних становила 0,8 % від усіх жителів.
За віковим діапазоном населення розподілялося таким чином: 17,5 % — особи молодші 18 років, 61,8 % — особи у віці 18—64 років, 20,7 % — особи у віці 65 років та старші. Медіана віку мешканця становила 49,5 року. На 100 осіб жіночої статі у місті припадало 88,5 чоловіків; на 100 жінок у віці від 18 років та старших — 86,5 чоловіків також старших 18 років.
Середній дохід на одне домашнє господарство становив 75 252 долари США (медіана — 46 295), а середній дохід на одну сім'ю — 104 745 доларів (медіана — 68 287). Медіана доходів становила 41 875 доларів для чоловіків та 32 156 доларів для жінок. За межею бідності перебувало 11,2 % осіб, у тому числі 9,9 % дітей у віці до 18 років та 12,6 % осіб у віці 65 років та старших.
Цивільне працевлаштоване населення становило 1461 особа. Основні галузі зайнятості: освіта, охорона здоров'я та соціальна допомога — 47,2 %, роздрібна торгівля — 15,4 %, мистецтво, розваги та відпочинок — 7,9 %, будівництво — 6,2 %.

## Уродженці
- Мері Еллен Чейз (1887—1973) — американська письменниця, педагог та вчена.